# Maksymalna tolerowana fluktuacja fazy

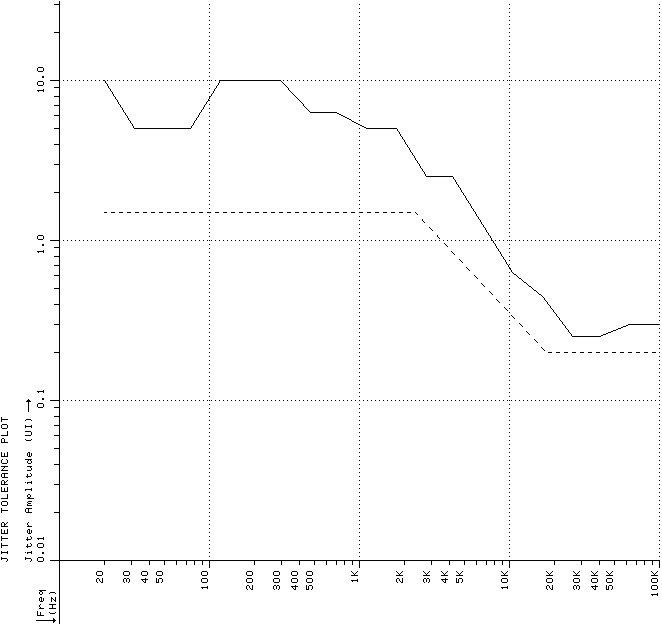
Pomiar maksymalnej tolerowanej fluktuacji fazy dla odbiornika analizatora PDH dla sygnału nieramkowanego PCM 2 Mb/s (we: niesym. 75 om, kod: HDB3, wzór: PRBS15INV, maska G823 LOW Q (zaznaczona linią przerywaną).

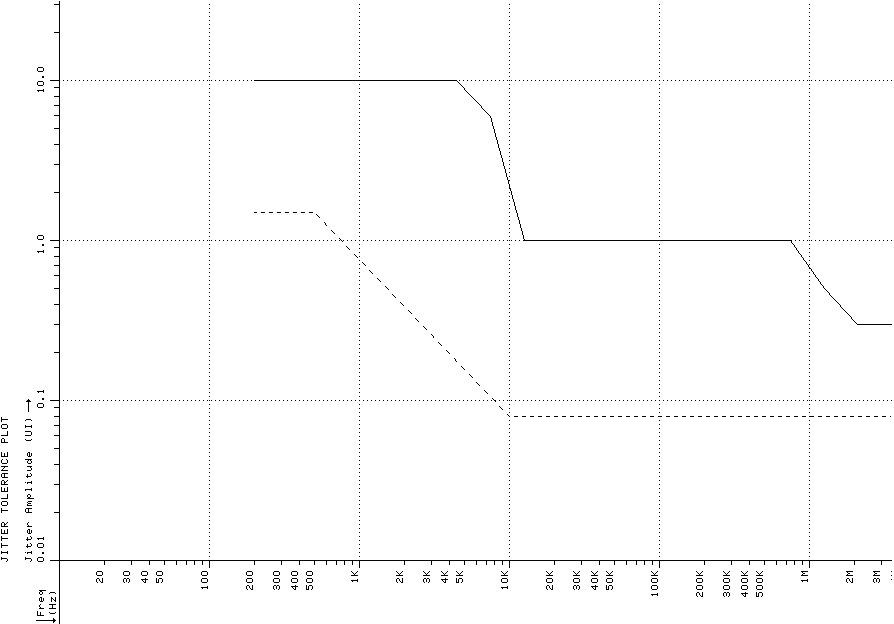
Pomiar maksymalnej tolerowanej fluktuacji fazy dla odbiornika analizatora PDH dla sygnału nieramkowanego 140 Mb/s (we: niesym. 75 om, kod: CMI, wzór: PRBS23INV, maska G823 (zaznaczona linią przerywaną).

Maksymalna tolerowana fluktuacja fazy (ang. maximum tolerable jitter [MTJ]) – zbiór największych wartości amplitudy fluktuacji fazy wyznaczony dla pewnego, określonego zakresu częstotliwości zmian tych fluktuacji, przy których testowane dane nie powodują większej od założonej ilości błędów.
Wymagania dotyczące MTJ dla europejskich traktów PCM podaje zalecenie ITU-T G.823 i O.171 a dla traktów SDH zalecenie G.825. Dla sieci amerykańskich są to zalecenia: ITU-T G.824 (dla PCM) i ANSI T1.105.03 (dla traktów SONET).
Używane w Europie przyrządy pomiarowe powinny spełniać warunki dotyczące tolerowanej fluktuacji fazy zgodnie z zaleceniem O.171, jednakże wiele przyrządów, zwłaszcza starszego typu spełnia jedynie, znacznie łagodniejsze, warunki określone zaleceniem G.823. Instrukcja obsługi badanego przyrządu zwykle podaje wartości tolerowanych fluktuacji fazy.
Wymagania te podawane są zwykle w postaci masek nałożonych na przebieg jittera w funkcji jego częstotliwości, poniżej, których nie powinien spaść MTJ badanego przyrządu.